# Samuele Preisig
Samuele Preisig (* 5. April 1984) ist ein Schweizer Fussballspieler.
Preisig begann seine Karriere beim FC Chiasso. Die Saison 2004/05 begann er beim FC Basel, wechselte jedoch bereits in der Winterpause innerhalb der Stadt zum FC Concordia Basel. Es folgte eine Station beim FC Aarau. Von 2008 bis 2012 spielte er als Verteidiger beim FC Lugano in der Challenge League.